# Die Moulinettes
Die Moulinettes sind eine deutsche Musik-Gruppe und wurden 1996 in München gegründet. Drei Frauen an Schlagzeug, Gitarre und Bass sowie ein Mann, der Geige, Keyboard und Mundharmonika spielt, bilden die Band. Ihre deutschsprachigen Songs erinnern im Call-and-Response-Chor an Motown-Soul der Supremes. Die Moulinettes veröffentlichten drei reguläre Alben und ein Best-of-Album; ein kleiner Hit gelang ihnen 1998 mit der Coverversion der Fernsehmelodie Herr Rossi sucht das Glück.
Sängerin und Gitarristin Claudia Kaiser verfasste 2003 das Buch Rocken & Hosen (erschienen im dtv-Verlag), eine Art Tour-Tagebuch der Gruppe, das begeisterte Rezensionen erhielt.
Zum Erscheinen des Best-of-Samplers Für eine Handvoll Moulinettes – 10 Jahre verstrickt 2007 gab es eine Releaseparty im Münchener Atomic Café. Die Website ging zwischen 2010 und 2011 offline.

## Diskografie

### Alben
- 1998: 20 Blumen (Marina / Indigo)
- 2001: Alfa Bravo Charlie (9pm / Indigo; Shado / P.I.a.S. / Rough Trade)
- 2004: Serendipity Park (Paul! / Rough Trade)
- 2007: Für eine Handvoll Moulinettes – 10 Jahre verstrickt (Echokammer)

### Singles
- 1998: Herr Rossi sucht das Glück (Marina / Indigo)
- 2004: Rockin' after Mitleid (Paul! / Rough Trade)
- 2004: Dreckiger als auf dem Mond (Paul! / Rough Trade)